# デニス・ロング
デニス・ヒューム・ロング（Dennis Hume Wrong、1923年 - 2018年11月8日）は、アメリカ合衆国の社会学者、ニューヨーク大学社会学部の名誉教授。

## 経歴
初期の研究（1966）は人口学に関連していたが、機能主義、社会化の理論、および社会成層の機能主義理論を批判したことで知られている。タルコット・パーソンズの社会学を批判して、葛藤、対立、そして文化統合への抵抗が、常に重要であることを強調した。社会化の理論を評価する際に、ロングはフロイトの研究を参考にし、性的欲求と社会秩序の葛藤の意義を、フロイト的伝統の文脈内で繰り返し主張した。最近の研究（1979）で、絶えることのない権力の諸問題にあたっている。暴力（force）、操作（manipulation）、説得（persuation）などの様々な権力の形態を明確にし、権力の基盤を、多様な個人的、集合的資源に位置づけている。影響力は公式的な学問の領域を越えて、CommentaryとDissentへの寄稿を通して広範囲に及んでいる。
2011年11月8日にマサチューセッツ州ウェストフォードにて死去。94歳没。